# Люк Гамфріс
Люк Гамфріс (англ. Luke Humphries, нар. 11 лютого 1995) — англійський професійний гравець у дартс, чемпіон світу з дартсу PDC 2024 року.

## Кар'єра в PDC
Титул чемпіона світу PDC (2024) Гамфріс здобув на своєму сьомому чемпіонаті світу. У фіналі змагань, які він розпочав як номер 3 рейтингу PDC Order of Merit, Люк Гамфріс з рахунком 7-4 переміг іншого англійського гравця, дебютанта чемпіонатів світу PDC Люка Літтлера. Вигравши свій перший чемпіонат світу, він вперше у кар'єрі отримав номер 1 рейтингу PDC Order of Merit.